# 88906 Moutier
88906 Moutier este un asteroid din centura principală de asteroizi.

## Descriere
88906 Moutier este un asteroid din centura principală de asteroizi. A fost descoperit pe 11 octombrie 2001 la Vicques de Michel Ory. Asteroidul prezintă o orbită caracterizată de o semiaxă mare de 2,47 ua, o excentricitate de 0,18 și o înclinație de 8,7° în raport cu ecliptica.